# Gotha Go 146
Gotha Go 146 – dwusilnikowy samolot transportowy opracowany w Niemczech w połowie lat trzydziestych w zakładach Gothaer Waggonfabrik. 

## Historia
W 1935 r. Urząd Techniki i Zaopatrzenia Ministerstwa Lotnictwa Rzeszy ogłosił zapotrzebowanie na dwusilnikowy lekki samolot pasażerski, transportowy i łącznikowy dla co najmniej pięciu osób. Swoje projekty zgłosiło pięć firm. 
Jesienią 1935 r. firma Gothaer Waggonfabrik AG, pod kierownictwem Alberta Kalkerta, rozpoczęła prace nad samolotem, który spełnia wymagania RLM. Projekt nosił nazwę Go 146. Samolot posiadał dźwiękoszczelną kabinę, która miała dwoje drzwi na lewej burcie. Pilot siedział sam w przedniej części kabiny, a w tylnej części kabiny znajdowały się fotele dla pasażerów. Skrzydła były drewniane i pokryte sklejką oraz posiadały duże klapy do lądowania. Ogon samolotu stanowił konstrukcję wspornikową wykonaną w całości z drewna.
14 grudnia 1936 r. prototyp Go 146 V1 wykonał swój pierwszy lot z rejestracją cywilną D-IFSL. Drugi prototyp z rejestracją D-ILPC odbył swój pierwszy lot na początku 1937 roku. Oba samoloty były napędzane silnikami rzędowymi Argus As 10 C o mocy startowej 240 KM. Po dokładnych próbach w locie samolot został zmodyfikowany w celu stworzenia dodatkowego miejsca w kabinie. W tym celu usunięto zbiornik centralny i wbudowano dwa zbiorniki w skrzydła, które w związku z tym musiały zostać powiększone. Poszerzono również kadłub i wydłużono go o 0,45 m. Maszyna była teraz napędzana dwoma ośmiocylindrowymi silnikami Hirth HM 508E, również chłodzonymi powietrzem. Trzeci prototyp, Go 146 V3 wystartował po raz pierwszy 28 sierpnia 1937 r. z rejestracją D-ICDY. RLM zamówiło jeszcze cztery samoloty, które do stycznia 1938 r. budowano jako Go 146 V4-V7. W końcowej ocenie kabina Go 146 została uznana za zbyt ciasną, i to Siebel Fh 104 został ogłoszony zwycięzcą konkursu na samolot dla Ministerstwa Lotnictwa Rzeszy. Na początku wojny siedem zbudowanych Go 146 wykorzystywano w charakterze samolotów łącznikowych i sztabowych.